# Les Almées, danseuses orientales
Pour plus de détails, voir Fiche technique et Distribution.
Les Almées, danseuses orientales est un documentaire réalisé par Jocelyne Saab en 1989, en France, sorti sur Canal +.

## Témoignage
« Je me suis rendue compte récemment que mon engagement auprès des femmes était très constant au fil de ma carrière. Mais l’intérêt que je leur portais n’était pas l’objet d’un combat particulier que je menais pour elles, simplement je trouvais leur force exceptionnelle et je devais en témoigner. Cela a sans doute vraiment commencé avec ce film que j’ai fait sur les danseuses orientales, Les Almées. Dans la danse, les femmes reprennent possession de leur corps ; elles entrent aussi en communion avec le monde, c’est aussi une forme de poésie. À la fin du documentaire, je filme une danseuse qui a un cancer, qui va bientôt mourir et qui danse, entre la vie et la mort, sur un rocher au soleil couchant : la danse apparaît ici comme une logue prière. C’est une prière comme celle-là, un espoir de ce type qui guident mes pulsions et qui m’amènent à faire ce que je fais. »

— Propos recueillis par Mathilde Rouxel

## Fiche technique
- Titre : Les Almées, danseuses orientales
- Réalisation : Jocelyne Saab
- Image : Hassan Naamani
- Montage : Philippe Gosselet
- Production : Jocelyne Saab
- Droits de diffusion : Nessim Ricardou
- Format : couleurs - Beta
- Genre : documentaire
- Durée : 26 minutes